# Кабиров, Рашид Гаязович
Рашид Гаязович Кабиров (род. 1963, Джамбул) — советский боксёр, чемпион и призёр чемпионатов СССР, призёр чемпионата Европы 1983 года, мастер спорта СССР международного класса.
Окончил Джамбульский педагогический институт. Тренировался под руководством Заслуженного тренера Казахстана Феликса Цоя.
Завершил спортивную карьеру в 1988 году.

## Спортивные результаты
- Бокс на летней Спартакиаде народов СССР 1983 года — ;
- Чемпионат СССР по боксу 1986 года — ;